# Okręg wyborczy Hitchin and Harpenden
Okręg wyborczy Hitchin and Harpenden powstał w 1997 r. i wysyła do brytyjskiej Izby Gmin jednego deputowanego. Okręg obejmuje miasta Hitchin i Harpenden oraz okoliczne wsie.

## Deputowani do brytyjskiej Izby Gmin z okręgu Hitchin and Harpenden
- 1997–2017 : Peter Lilley, Partia Konserwatywna
- 2017– : Bim Afolami, Partia Konserwatywna